# Oxford Circus
Oxford Circus es un área de Londres en la intersección de Regent Street y Oxford Street, en la Ciudad de Westminster. La palabra "circus"  del latín "circus" se  refiere a un "espacio circular abierto en una intersección de calles".
Está conectado al metro por las líneas Bakerloo, Central y Victoria, encontrándose la estación bajo la misma intersección.

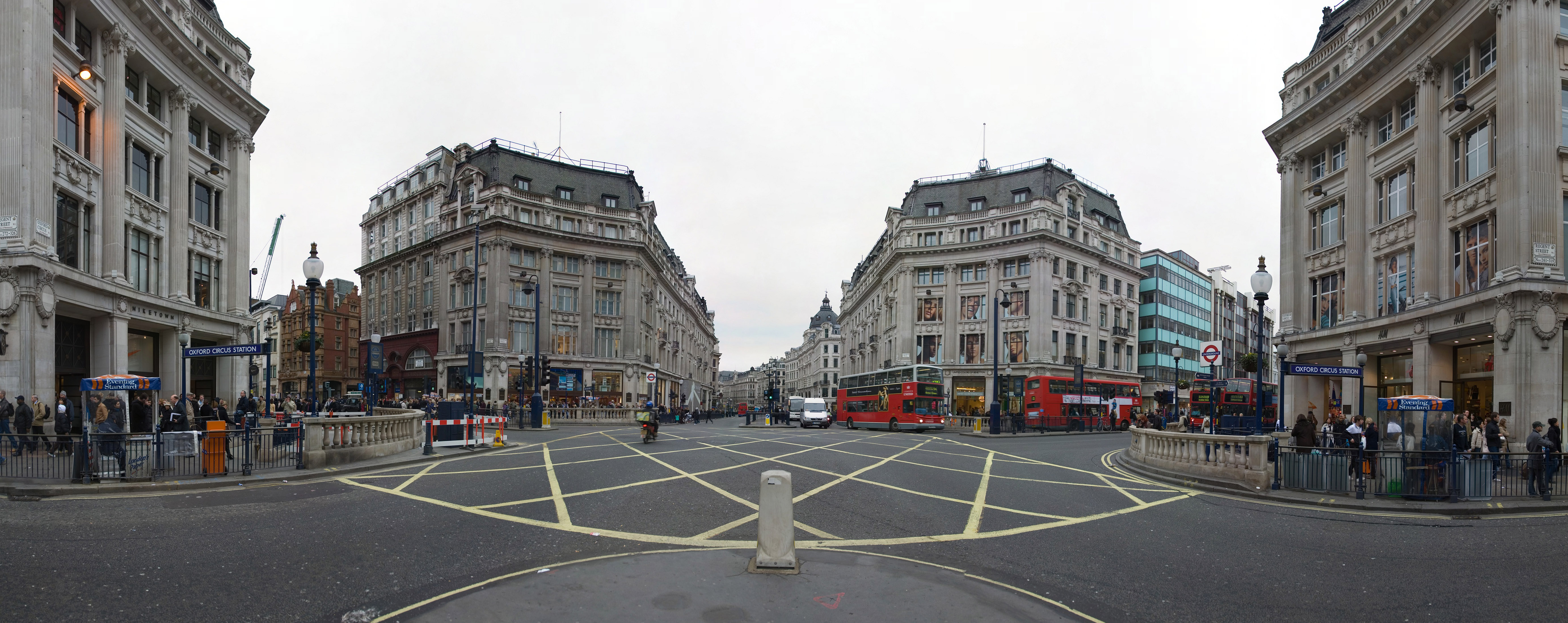
Vista panorámica de 180° de Oxford Circus, mirando hacia el sur de Regent Street

Philip Howard, predicador callejero, recita regularmente sus sermones en Oxford Circus. 

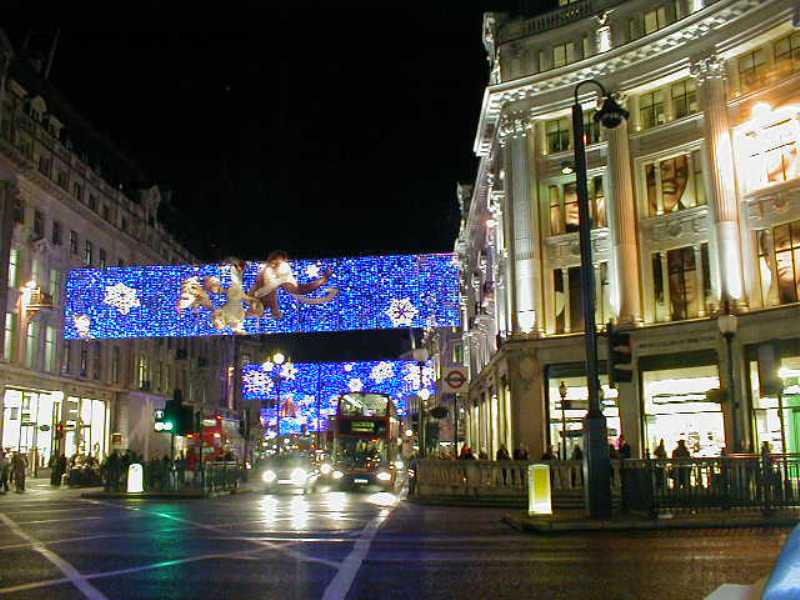
Luces de Navidad en 2005.

## Principales tiendas
- Niketown
- H&M
- Topshop/Topman
- Benetton
- Shelly's
- Miss Selfridge
- John Lewis

## Museos
- Handel House Museum